# Томас Бірстекер
Томас Бірстекер (народився 2 травня 1950) — американський політолог і вчений-правник. Він став першим професором міжнародної безпеки в Інституті міжнародних досліджень і розвитку (IHEID) в Женеві, Швейцарія в 2007 році, де він також є членом Центру з проблем конфліктів, розвитку і побудови миру. Він є активним членом Ради з міжнародних відносин і Науково-дослідницькою радою з соціальних наук і редколегії стабільності: Міжнародного журналу з безпеки і розвитку. Його пізніші роботи включали консультування Секретаріату Організації Об'єднаних Націй та уряду Швейцарії, Швеції та Німеччини на розробці цілеспрямованих санкцій.

## Освіта
Бірстекер отримав докторський ступінь в Массачусетському технологічному інституті, факультет політичних наук в лютому 1977 р., де він отримав магістерський ступінь в лютому 1975 р. Його бакалаврська ступінь була отримана в Університеті Чикаго за напрямком програма зі зв'язків з громадськістю в червні 1972 р.

## Кар'єра
Після закінчення інституту, він займав посаду директора Уотсонського Інституту міжнародних і громадських зв'язків при Університеті Брауна з 1994 по 2006 р. Він був професором міжнародних досліджень Уотсонського Інституту міжнародних і громадських зв'язків, а раніше професором транснаціональної організації в Департаменті політичних наук в університеті Брауна, від 1992—2006. Він був професором в факультеті міжнародних відносин Університету Південної Каліфорнії від 1985—1992, де він був засновником і директором Центру міжнародних досліджень. Він був доцентом кафедри політології в Єльському університеті, де він викладав з 1976 по 1985 р.

## Дослідження
Наукові інтереси Бірсткера зосереджені на дослідженні історії міжнародних відносин, міжнародної політичної економіки, санкцій, міжнародних організацій, дипломатії, миротворчості, державного будівництва і тероризму.
Він написав або є співавтором десятків наукових книг, в тому числі такі:
- Аргумент без кінця: У пошуках відповідей на трагедію у В'єтнамі з Робертом МакНамаром (Argument without End: In Search of Answers to the Vietnam Tragedy with Robert McNamara) James G. Blight, Robert K. Brigham, and Col. Herbert Y. Schandler (New York: PublicAffairs Press, 1999)
- Протидія фінансуванню глобального тероризму з Сью Еккерт (Countering the Financing of Global Terrorism with Sue Eckert) (New York and London: Routledge Publishers, ISBN 978-0-415-39643-1, 2007)
- Поява приватного органу в глобальному управлінні, з Родні Б. Холл (The Emergence of Private Authority in Global Governance, with Rodney B. Hall) (Cambridge: Cambridge University Press, 2002)
- Державний суверенітет як соціальний конструкт, з Синтія Вебер (State Sovereignty As Social Construct, with Cynthia Weber) (Cambridge: Cambridge University Press, 1996)
- Перекручення або розвиток? Змагаються Перспективи Багатонаціональні корпорації (Distortion or Development? Contending Perspectives on the Multinational Corporation) (Cambridge, MA: The MIT Press, 1978)

Він написав багато рецензованих журнальних статей та політичних документів. Серед найбільш впливових є:
- «The» Свої проблеми «Академічне участь в процесі політики» («The „Peculiar Problems“ of Scholarly Engagement in the Policy Process») International Studies Review (2008)
- «Порівняльна оцінка Саудівської Аравії з іншими країнами ісламського світу» («A Comparative Assessment of Saudi Arabia with other Countries of the Islamic World») published in An Update on the Campaign Against the Financing of Terrorism, New York: Council on Foreign Relations (2004)
- «Зниження ролі держави в економіці: концептуальне дослідження МВФ і Всесвітній банк приписів» («Reducing the role of the state in the economy: a conceptual exploration of IMF and World Bank prescriptions») in International Studies Quarterly (1990), «Critical Reflections on Post-Positivism in International Relations» International Studies Quarterly (1989)
- «Діалектика світового порядку: Нотатки для майбутнього археолога міжнародного ноу-хау» («The Dialectics of World Order: Notes for a future archaeologist of international savoir faire») co-authored with Hayward R. Alker, Jr., International Studies Quarterly (1984)